# Cabinet noir

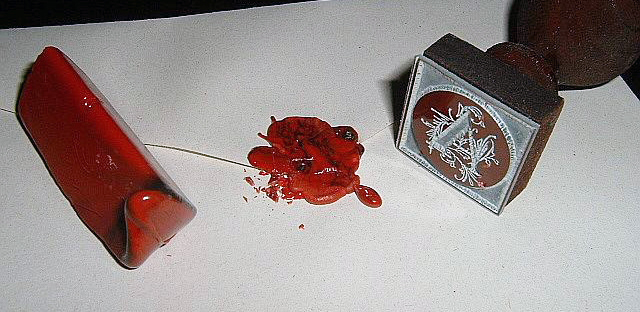
Sello de los sobres

El cabinet noir (francés para cámara negra) fue el término utilizado en Francia para la oficina del servicio de inteligencia, encargada de la censura postal y de la criptografía. En ella, las cartas de personas sospechosas eran abiertas y leídas por funcionarios públicos antes de ser reenviadas a su destino; sin embargo, esta maniobra debía realizarse de manera sofisticada, dado que no era deseable que quienes fueran objeto de esta práctica, lo supieran y "que la cámara negra no interrumpiera el buen funcionamiento del servicio postal." Esta práctica estuvo en boga desde la fundación de los servicio postales y fue usada frecuentemente por los ministros de Luis XIII y Luis XIV; pero hasta el reinado de Luis XV no se creó una oficina separada para este propósito. A esta oficina la llamaban  cabinet du secret des postes o popularmente cabinet noir. Durante la Revolución Francesa fue criticada, pero fue utilizada tanto por los cabecillas revolucionarios como por Napoleón Bonaparte.

## Otros países

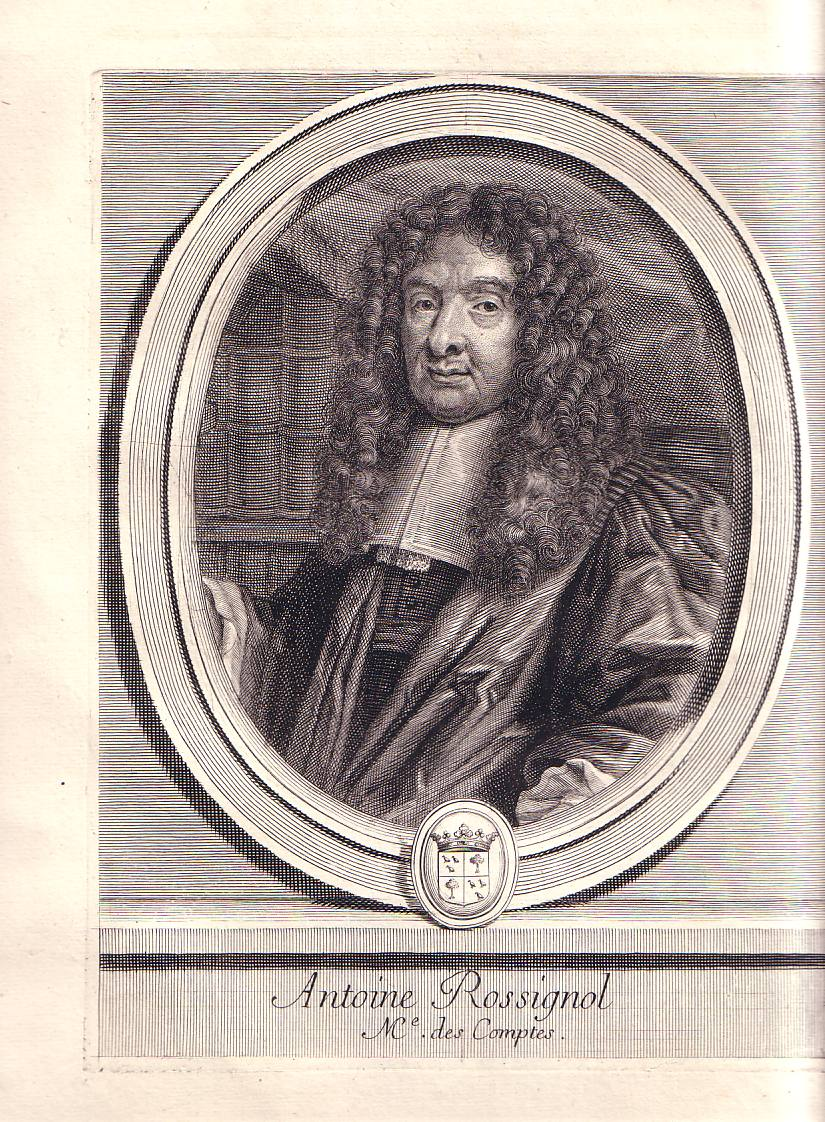
Antoine Rossignol, maestro de cuentas.

También fue empleada en las Provincias Unidas de los Países Bajos.
La censura postal se hizo común durante la Primera Guerra Mundial. En ese contexto, los gobiernos sostenían que el estado de guerra total requería tal censura para preservar la moral de la población civil de noticias dolorosas procedentes del frente de batalla. Cualquiera que haya sido la justificación, significó que ninguna carta enviada por un soldado a su familia escapaba de ser leída previamente por un funcionario del gobierno, destruyendo cualquier noción de privacidad o de secreto de la correspondencia. Durante el período de entreguerras se mantuvo esta censura, pero no a una escala tan masiva.
La apertura de correo internacional de salida o de entrada a los Estados Unidos por los agentes de aduana estadounidenses, realizada bajo el marco de la Ley de Comercio de 2002, tuvo lugar bajo la excepción de búsqueda en las fronteras de la Cuarta Enmienda a la Constitución de los Estados Unidos. Se ha criticado esta práctica (con el argumento de que aumentan los gastos de funcionamiento del servicio postal y, por tanto, tiene un impacto en las tasas postales); sin embargo, esta crítica puede ser matizada por el hecho de que la ley prohíbe a los agentes buscar contrabando al leer correo que incidentalmente lo contengan en un paquete o sobre. Tampoco está permitido dejar que otras personas lean la correspondencia. La Ley de Autorización de Inteligencia de 2004 también ha sido calificada como inconstitucional al permitir la apertura de correo doméstico.